# آفريل وليامز
آفريل وليامز (بالإنجليزية: Avril Williams)‏ هو لاعب اتحاد الرغبي جنوب أفريقي، ولد في 10 فبراير 1961 في بارل ‏ في جنوب أفريقيا.

## وصلات خارجية
- آفريل وليامز عل موقع إسبنسكروم (الإنجليزية)